# Lerato Chabangu
Mpho Lerato Chabangu (Tembisa, 15 agosto 1985) è un calciatore sudafricano, centrocampista del Baberwa.